# فرودگاه انیسکیلن\سنت آنجلو
فرودگاه انیسکیلن\سنت آنجلو (به انگلیسی: Enniskillen/St Angelo Airport) (به زبان بومی: St Angelo) یک فرودگاه خصوصی با کد یاتا ENK است که یک باند فرود آسفالت دارد و طول باند آن ۱۳۲۶ متر است. این فرودگاه در کشور ایرلند شمالی قرار دارد و در ارتفاع ۴۷ متری از سطح دریا واقع شده است.